# Shakes-Gletscher
Der Shakes-Gletscher ist ein 11 km langer Talgletscher in den Boundary Ranges in Alaska (USA). Der Gletscher wurde nach den bedeutenden Tlingit-Häuptlingen von Wrangell namens Chief Shakes benannt.

## Geografie
Der Shakes-Gletscher befindet sich in der Stikine-LeConte Wilderness innerhalb des Tongass National Forest im Alaska Panhandle. Die Gletscherzunge liegt 40 km nordnordöstlich der Stadt Wrangell. Der Gletscher bildet ähnlich dem weiter westlich gelegenen LeConte-Gletscher einen Auslass der Stikine Icecap. Das Nährgebiet des Gletschers liegt auf einer Höhe von 1550 m. Der durchschnittlich 700 m breite Shakes-Gletscher strömt anfangs in südlicher, später in südöstlicher Richtung. Der Gletscher endet am nördlichen Ende des 9 km langen und auf etwa 5 m Höhe gelegenen Gletscherrandsees Shakes Lake. Dieser wird über den 4,8 km langen Abfluss Shakes Slough zum Stikine River entwässert.

## Gletscherrückzug
Im späten 17. Jahrhundert reichte der Gletscher noch bis zum Stikine River. Mit Ausnahme der Kleinen Eiszeit, in welcher sich der Gletscher vergrößerte, zog sich der Gletscher in der Zwischenzeit stetig zurück. Zwischen 1780 und 1948 betrug die durchschnittliche Rückzugsrate 26 m pro Jahr. Nach 1948 lag die Rückzugsrate bei 107 m pro Jahr.

## Tourismus
Der Shakes-Gletscher und seine Umgebung sind noch weitgehend unerschlossen.